# Heinrich Schubkegel
Heinrich Schubkegel (* 5. April 1938 in Semlac, deutsch Semlak, Königreich Rumänien; †  16. März 1991 in Wangen im Allgäu) war ein deutscher Pädagoge und Generalschulinspektor im rumänischen Ministerium für Unterricht und Kultur.

## Leben
Schubkegel stammte aus der Volksgruppe der Banater Schwaben und war das einzige Kind des Landwirts Heinrich Schubkegel und dessen Ehefrau Susanna geb. Pinczés. In Semlak besuchte er erst die Grundschule, darauf die Klassen 5 – 7, teils in Periam (deutsch Perjamosch) (deutschsprachig), teils in Semlac (deutsch Semlak). Von 1951 bis 1955 wurde er an der Deutschen Pädagogischen Lehranstalt in Aradul Nou (Neu-Arad) zum Grundschullehrer ausgebildet. Für ein Jahr unterrichtete er an der Schule in Vladimirescu (Glogowatz) die Fächer Russisch, Erdkunde und Musik. Von 1956 studierte er an der Philologischen Fakultät der Pädagogischen Hochschule in Timișoara (Temeswar) Deutsch und Rumänisch und schloss mit einem Staatsexamen Ende Juni 1961 ab, womit er die Lehramtsbefähigung für den Unterricht der deutschen und der rumänischen Sprache an rumänischen Lyzeen erwarb.
Nach kurzen Lehraufträgen in Crizbav (Krebsdorf) und Hălchiu (Heldsdorf) in Siebenbürgen kehrte er zurück ins Banat und wurde in Peciu Nou (Ulmbach oder Neupetsch) sesshaft. Hier wirkte er von 1964 bis 1973 als Musiklehrer, Chorleiter, Deutschlehrer und stellvertretender Schulleiter des örtlichen Lyzeums. Während dieser Zeit war er auch als Schriftsteller und Redakteur für die Neue Banater Zeitung tätig, aber auch als Schauspieler im Neupetscher Volkskunstensemble. Am Deutschen Staatstheater Temeswar spiele Schubkegel unter anderem in dem Theaterstück „Der Nachtwächter“ die Titelrolle. In dieser Zeit erarbeitete er sich Diplom als Regieassistent. Gemeinsam mit Herbert Weiss, dem Leiter des Kammerchors in Peciu Nou, weitete er seine Aktivität auf den Schubert-Chor Temeswar aus. Weiss wurde später der Leiter des Chors. 
Ende 1970 heiratete Schubkegel die Musiklehrerin Anni Seeler geb. Streck. 1972 und 1973 wurden die beiden Töchter Friederike Heidi und Christiane Ute geboren. 1971 wurde das Ehepaar Schubkegel mit dem ersten von der Tageszeitung Neuer Weg vergebenen Preis in der Sparte Volkstanz im Rahmen des jährlich stattfindenden „Neupetscher schwäbischen Trachtenfest“ ausgezeichnet. Schubkegel organisierte und hielt populärwissenschaftliche Vorträge, war zwischenzeitlich Vizebürgermeister des Ortes und Abgeordneter im Volksrat. Als Torwart erreichte Schubkegel mit der Neupetscher Handballmannschaft den Meistertitel des Kreises Timiș.
Im Herbst 1973 wurde Schubkegel zum Nachfolger des in den Ruhestand versetzten Generalschulinspektors Jakob Neumann an das rumänische Ministerium für Unterricht und Kultur nach Bukarest berufen und war für den Unterricht der deutschen Schulen beziehungsweise der deutschen Abteilungen an rumänischen Schulen zuständig. Bemerkenswert ist, dass er nicht Mitglied der Rumänischen Kommunistischen Partei war.
In den folgenden Jahren wurde der rumänische Nationalismus der Staatsführung unter Nicolae Ceaușescu auch in der Schulpolitik spürbar. Die Zahl der ohnehin schon geschrumpften deutschen Schulen und der für die deutschen Klassen bewilligten Schülerzahlen wurden Jahr für Jahr neu in Frage gestellt und reduziert. Heinrich Schubkegel hatte die Rückendeckung des Rates der Werktätigen deutscher Nationalität in Rumänien und dessen stellvertretenden Vorsitzenden Nikolaus Berwanger und verstand es bei den maßgebenden Stellen geschickt zu verhandeln. Die nationalitätenfeindliche Landespolitik und die um sich greifende Stimmung in der rumänischen Bevölkerung führten schließlich zum Entschluss des Ehepaars Schubkegel das Land zu verlassen. Anni Schubkegel kehrte von einem Besuch bei ihres Onkels in den USA nicht mehr nach Rumänien zurück, sondern übersiedelte im Juli 1979 nach Deutschland. In der Folge wurde Heinrich Schubkegel aus der Position des Generalschulinspektors entlassen. Von 1979 bis 1981 fand er eine Anstellung am Nikolaus-Lenau-Lyzeum in Timișoara. Einen schweren Verkehrsunfall im Dezember 1979 überlebte er nur knapp. Im Oktober 1981 konnte er aus Rumänien ausreisen und übersiedelte zu seiner Frau nach Wangen im Allgäu.
Im Zuge des Gleichstellungsverfahrens mit Absolventen bundesdeutscher Hochschulen studierte er von 1983 bis 1985 Geschichte und Gemeinschaftskunde an der Pädagogischen Hochschule Weingarten. Zunächst arbeitete er als Deutschlehrer für Ausländer am Humboldt-Institut im Schloss Ratzenried in Argenbühl, dann an einer Sommerakademie für Ausländer in Meersburg. Seit dem 13. August 1982 war Schubkegel auch als Lehrer an der Realschule in Leutkirch im Allgäu tätig. Er wurde am 22. Mai 1983 zum Vorsitzenden der „Heimatortsgemeinschaft Semlak“ gewählt. In dieser Funktion nahm er an Kulturtagungen der Landsmannschaft der Banater Schwaben, der „Donauschwäbischen Lehrer“, der „Adam-Müller-Guttenbrunn-Gesellschaft“ und anderen teil. Er organisierte wiederholt Spenden für Notleidende in Rumänien und fuhr mit Hilfstransporten ins Banat. Auf seiner letzten Fahrt mit Hilfsgütern, die ihn nach Recaș, Lugoj, Hunedoara und Geoagiu führte, zog sich Schubkegel eine schwere Grippe zu, an der er am 16. März 1991 verstarb. Er wurde am 20. März auf dem Friedhof in Wangen beigesetzt.

## Veröffentlichungen
- Germanistische Linguistik in Rumänien. Germanistische Linguistik in Rumänien Kl. Referenti: Nikolaus Kleininger, Heinrich Schubkegel. EDP, Bukarest 1973, 150S.
- Ulmbach-Neupetsch Geschichte einer deutschen Gemeinde im Banat. Anton Krämer und Josef Kupi, Mitautoren Hans-Heinrich Rieser und Heinrich Schubkegel, Kaisser-Druck GmbH, Frankfurt/Main 1987, UCAL:B5126705
- Schule und andere kulturelle Einrichtungen in Rumänien. 1944 bis zur Gegenwart. In: Kaspar Hügel u. a.: Das Banat und die Banater Schwaben. Vierter Band. Schule und andere Kultureinrichtungen. München 1991, S. 47–51